# Vlag van Kasteelbrakel
De vlag van Kasteelbrakel is op 21 augustus 1991 bij raadsbesluit vastgesteld als de vlag van de Waals-Brabantse gemeente Kasteelbrakel. De vlag kan als volgt worden beschreven:
Vijf even hoge banen, van rood, van geel, van rood, van geel en van rood.
De vlag werd pas op 18 december 1991 bevestigd door de Franse Gemeenschapsregering. De kleuren van de vlag zijn ontleend aan het wapen van Graafschap Horn.

Wapen van Graafschap Horn